# Agnelli (Familienname)
Agnelli ist ein Familienname, der in Italien und in der italienischen Schweiz verbreitet ist. Auf Italienisch oder Latein bedeutet der Name ungefähr: „Lämmer, Schäfchen“, als Diminutiv Plural von Agnus. Dies weist auf einen landwirtschaftlichen und katholisch religiösen („Agnus Dei“) Hintergrund. 
Als Variante des Familiennamens existiert der Singular Agnello, der (wie die lateinische Form Agnellus) auch als männlicher Vorname gebräuchlich ist.

## Namensträger
- Andrea Agnelli (* 1975), italienischer Unternehmer
- Claire Jeanne Agnelli (1920–2016)
- Edoardo Agnelli (1892–1935), italienischer Großindustrieller
- Edoardo Agnelli junior (1954–2000), italienischer Großindustrieller
- Fausto Agnelli (1879–1944), Schweizer Maler
- Federico Agnelli (1626–1702), italienischer Kupferstecher und Verleger
- Giovanni Agnelli senior (1866–1945) „Il Senatore“, Mitbegründer des Fiat-Konzerns
- Giovanni Agnelli (1921–2003), italienischer Industrieller
- Giovanni Alberto Agnelli (1964–1997), italienischer Manager
- Giuseppe Agnelli (1621–1706), italienischer Autor
- Guglielmo Agnelli OP (* um 1238; † 1313), italienischer Bildhauer und Architekt
- Jozef Agnelli (1852–1923), slowakischer Botaniker
- Manuel Agnelli (* 1966), italienischer Rockmusiker
- Marella Agnelli (1927–2019), italienische Kunstsammlerin, Fotografin und Textildesignerin
- Nicole Agnelli (* 1992), italienische Skirennläuferin
- Susanna Agnelli (1922–2009), italienische Politikerin
- Odoardo Agnelli (1813–1878), Kurienbischof der römisch-katholischen Kirche
- Salvatore Agnelli (1817–1874), italienischer Komponist
- Umberto Agnelli (1934–2004) „Il Dottore“, italienischer Manager und Präsident von Juventus Turin